# Dolors Nadal
Dolors Nadal i Aymerich (Barcelona, 3 de mayo de 1953) es una política española, diputada del Parlamento de Cataluña en la V, VI y VII legislaturas y en el Congreso de los Diputados en la VIII e IX Legislaturas.
Licenciada en derecho por la Universidad de Barcelona, es miembro del Colegio de Abogados de Barcelona. En 1988 ingresó al Centro Democrático y Social, del que fue jefe de asesoría. En 1992 abandonó el CDS para ingresar al Partido Popular.
Fue elegida diputada en las elecciones en el Parlamento de Cataluña de 1995, 1999 y 2003,  portavoz adjunta del grupo parlamentario del PP al Parlamento de Cataluña y vicepresidenta de la Comisión de Seguimiento del Proceso de Equiparación Mujer-Hombre.
Fue elegida diputada en las elecciones generales españolas de 2004 y 2008. Ha sido secretaria Segunda de la Comisión de Asuntos exteriores y vocal de la Comisión Constitucional y de la Comisión de Justicia.